# Annen
Annen (53° 03′ N, 6° 43′ L) é uma cidade dos Países Baixos, na província de Drente. Annen pertence ao município de Aa en Hunze, e está situada a 12 km, a nordeste de Assen.
Em 2001, a cidade de Annen tinha 3111 habitantes. A área urbana da cidade é de 1.2 km², e tem 1250 residências. 
A área de Annen, que também inclui as partes periféricas da cidade, bem como a zona rural circundante, tem uma população estimada em 3720 habitantes.